# الدوري البلغاري الممتاز 2018-19
الدوري البلغاري الممتاز 2018-19 هو الموسم 95 من  الدوري البلغاري الممتاز. أقيم خلال الفترة 20 يوليو 2018 وحتى 30 مايو 2019، وكان عدد الأندية المشاركة فيه  14، وفاز فيه نادي لودوغورتس رازغراد.